# تفسیر جلالین
تفسیر جلالین، با نام دیگر التفسیرالجلالین، تفسیری موجز بر قرآن کریم تألیف جلال‌الدین محلی و شاگردش، جلال‌الدین سیوطی است.
این تفسیر کوتاه، به سبب جامعیت و کمال مطالب، همواره شهره آفاق و مورد عنایت همگان بوده است و مکررا به چاپ رسیده و می‌رسد.
این تفسیر به علت اینکه دو عالم جلال‌الدین محلی و شاگردش جلال‌الدین سیوطی با هم نوشته‌اند به تفسیر جلالین معروف است.
این کتاب از تفاسیر معتبر اهل سنت و به زبان عربی و از قرن دهم هجری است و از معدود تفاسیری است که چند عالم آن را نوشته‌اند.